# Drużynowe Mistrzostwa Świata Juniorów na Żużlu 2010
Drużynowe Mistrzostwa Świata Juniorów na Żużlu 2010 (DMŚJ) – cykl turniejów żużlowych, mających wyłonić najlepszą drużynę narodową (do lat 21) w sezonie 2010. Po raz pierwszy w historii złote medale zdobyli reprezentanci Danii.

## Finał
- Rye House, 5 września 2010

| Msc |                                                                               | Drużyna / Zawodnik                                                | Biegi           | Punkty |
| --- | ----------------------------------------------------------------------------- | ----------------------------------------------------------------- | --------------- | ------ |
| 1   |                                                                               | Dania                                                             | Dania           | 51     |
| 1   | Michael Jepsen Jensen René Bach Patrick Hougaard Lasse Bjerre Peter Kildemand | (2,2,2,3,3) (3,3,3,3,3) (3,2,3,1,2) (1,1,0,1,2) (2,w,3,2,1)       | 12 15 11 5 8    |        |
| 2   |                                                                               | Szwecja                                                           | Szwecja         | 37     |
| 2   | Simon Gustafsson Dennis Andersson Ludvig Lindgren Kim Nilsson Linus Sundström | (1,3,1,2,0) (2,1,2,3,3) (2,2,2,1,d) (0,1,2,1,0) (t,3,3,1,1)       | 7 11 7 4 8      |        |
| 3   |                                                                               | Polska                                                            | Polska          | 35     |
| 3   | Maciej Janowski Patryk Dudek Artur Mroczka Przemysław Pawlicki Szymon Woźniak | (3,t,3,w,2,2) (1,w,w,–,–) (t,2,1,2,1,2) (3,3,0,3,2,3) (u,1,1,0,–) | 10 1 8 14 2     |        |
| 4   |                                                                               | Wielka Brytania                                                   | Wielka Brytania | 25     |
| 4   | Kyle Newman Kyle Hughes Josh Auty Joe Haines Lewis Bridger                    | (t,w,–,0,0) (0,–,d,0,–) (w,2,2,1,2,0) (2,1,0,0,3,1) (3,0,3,1,3,1) | 0 7 11          |        |

Bieg po biegu:
1. Janowski, Jensen, Gustafsson, Newman (t)
2. Bach, Andersson, Dudek, Hughes
3. Hougård, Lindgren, Auty (w/u), Mroczka (t)
4. Pawlicki, Haines, Bjerre, Nilsson
5. Bridger, Kildemand, Woźniak (u), Sundström (t)
6. Gustafsson, Mroczka, Haines, Kildemand (w/u)
7. Pawlicki, Jensen, Andersson, Bridger
8. Bach, Lindgren, Woźniak, Newman (w/u)
9. Bridger, Hougård, Nilsson, Janowski (t)
10. Sundström, Auty, Bjerre, Dudek (w/u)
11. Bach, Auty, Gustafsson, Pawlicki
12. Hougård, Andersson, Woźniak, Haines
13. Janowski, Lindgren, Bridger, Bjerre
14. Kildemand, Nilsson, Auty, Dudek (w/u)
15. Sundström, Jensen, Mroczka, Hughes (d)
16. Bridger, Gustafsson, Hougård, Janowski (w/u)
17. Andersson, Mroczka, Bjerre, Newman
18. Pawlicki, Kildemand, Lindgren, Hughes
19. Jensen, Auty, Nilsson, Woźniak
20. Bach, Janowski, Sundström, Haines
21. Haines, Bjerre, Mroczka, Gustafsson
22. Andersson, Janowski, Kildemand, Auty
23. Jensen, Pawlicki, Haines, Lindgren (d3)
24. Bach, Mroczka, Bridger, Nilsson
25. Pawlicki, Hougård, Sundström, Newman